# Elektroniskt papper

Diagram över en elektroforetisk skärm.

Diagram över en elektroforetisk skärm med färgfilter.

Elektroniskt papper, eller e-papper, är ett samlingsnamn för teknik som genererar bilder genom att reflektera ljus, till skillnad från vanliga bildskärmar som sänder ut ljus. Det krävs alltså ljus i omgivningen för att man ska kunna se bilden. Fördelarna är att man ser bilder bättre desto ljusare det är. I starkt solsken är det t.ex. väldigt svårt att se vad en vanlig bildskärm visar, men elektroniskt papper ser desto bättre ut. Dessutom är strömförbrukningen mycket lägre och många föredrar att inte läsa text och se bilder på skärmar som sänder ut ljus.
Många elektroniska papper tillåter böjliga, flexibla och mycket tunna bildskärmar. "Papperet" innehåller ofta organisk elektronik i någon form. Det vanligaste elektroniska pappret baseras på så kallade elektroforetiska skärmar eller "elektriskt bläck" och använder sig av små partiklar där ena hemisfären är svart och den andra vit. Kulornas orientering är beroende på sfärens elektriska laddning och flera kulor placeras i enskilda pixlar. Detta är principen bakom exempelvis den elektroniska läsplattan Kindle.
Även andra tekniker utforskas som exempelvis modifierade flytande kristallskärmar, elektrokroma celler. Det önskvärda är att komponenterna som utgör pixeln har någon sorts bistabilitet så att den kan vara på eller av utan att förbruka ström, dvs strömförbrukningen sker bara när man ändrar läget till på eller av.
Att åstadkomma elektroniskt papper i färg har visar sig betydligt svårare än svartvitt och gråskala. Det finns preliminära resultat som tyder på att ultratunna flexibla metalliska nanostrukturer kan användas för att generera färger samt att dessa kan slås på och av med ledande polymerer.